# Koké Ardáiz Loyola
Francisco José Koké Ardáiz Loyola (Obanos, Navarra, 1943) es un escultor navarro, «de formación autodidacta», conocido por realizar sus obras sobre madera. Nació en la Casa Mutikoandia de Obanos.

## Trayectoria profesional
Su primeras nociones las recibió de su padre Miguel Ardáiz. En una entrevista realizada en 2010, declaraba:

«A mí siempre me ha atrido la madera, probablemente porque siempre la había visto en casa y tuve la suerte de tener las herramientas y tocarla desde muy niño, desde los 10 años. Mi padre era muy aficionado a la talla, pero las formas geométricas que él hacía no me interesaban, me gustaba más reflejar el cuerpo humano. Así empecé a hacer copias de pequeñas figuras, y con 20 años hice mi primera exposición de talla.»
Entorno Valdizarbe, 78. 2010

Estudió en la Escuela de Artes y Oficios Artísticos de Pamplona formándose en dibujo, pintura y talle en piedra, a lo que suma clases de forja en el taller de Brun. Asimismo, trabajó la talla en piedra en la Escuela de Artes y Oficios de León.
En 1972 realizó sus primeras exposiciones en las localidades navarras de Estella, Sangüesa y Tafalla. No obstante, no es hasta 1981 cuando se empieza a dedicar a ello profesionalmente.
Igualmente ha expuesto sus esculturas en Pamplona, San Sebastián, Burlada, Zizur Mayor y Puente la Reina localidad donde actualmente trabaja y tiene su taller-casa-museo.
Hoy en día, además de trabajar en su taller-exposición da clases sobre técnicas de esculpir madera en los municipios de Obanos y Mendigorría.
En 2013 expuso su obra Árboles, troncos y albures en la Sala de Armas de la Ciudadela de Pamplona mostrando tanto tallas de pared como obras con volumen, la más alta de 2.15 metros.
Asimismo, Koké combina su trabajo de artista con el de apicultor, teniendo 25 colmenas en los campos de Obanos y Puente la Reina para consumo familiar.

## Técnica
Sus obras están realizadas sobre madera autóctona como cerezo, nogal, pino y roble ya que para el autor es un material más moldeable con el que trabajar y donde se siente más cómodo a diferencia de la piedra.
Koké esculpe sus obras de una manera primitiva ya que las figuras están realizadas sin detalle a través de líneas puras. Las esculturas del obanés son dinámicas, transmitiendo movimiento y acción; siendo todas ellas de carácter realista.
La aplicación del color lo reserva para los relieves y no tanto para las esculturas exentas. Estas últimas las esculpe sobre un mismo tronco, algunas veces dibujando directamente sobre el mismo. En otras ocasiones realiza una pequeña maqueta previa y cuando ya decide el motivo comienza a tallar.

## Temática de las obras
Las principales temáticas de sus obras están relacionadas con la figura humana. Asimismo, hay tallas sobre los paisajes urbanos del entorno de Valdizarbe y localidades navarras. Las temáticas de cuestiones sociales y de género también son recurrentes en sus esculturas, así como escenas de viejas costumbres, por ejemplo, el oficio de los almadieros o los pimentoneros.
En las obras de pared se representan sitios de localidades navarras como Larraga, Artajona, Mendigorría, Ujué, Sada, Saragüeta, Santacara o Tiebas además de rincones más alejado como Puerto Rico, Galicia y Tauste.
En relación con la escultura exenta aparecen obras relacionadas con la maternidad, la familia, acciones de la vida cotidiana además de obras de peregrinos y el Tributo de las tres vacas.
Una de sus obras más importantes es la escultura Laiari que representa a un corredor de layas en la que aparece levantando los brazos para sostener dichas herramientas. La talla de madera policromada se realizó en 2019 para conmemorar el 35 aniversario de la carrera de layas celebrada el último domingo de septiembre de cada año en Puente la Reina, actividad tradicional propia de la localidad.

## Exposiciones
- 1986. Sala de Cultura de la Caja de Ahorros de Pamplona.[13]
- 2013. Del 10 enero al 24 febrero. Sala de Armas de la Ciudadela Pamplona: Árboles, troncos y albures.[14] Una amplia exposición donde «las maderas con las que están realizadas las obras son cerezo, nogal, olmo, pino y roble. La escultura con más altura alcanza los 2,15 metros y son varias las que superan el metro. Entre estas tallas pueden verse algunas relacionadas con la maternidad o la familia como son ‘Embarazada’, ‘La familia’, ‘Maternidad’, ‘Aita eta alaba’, ‘Nacimiento’ o ‘Adán y Eva’. También hay obras inspiradas en otros temas diversos como ‘Peregrinos’, ‘Tributo de las tres vacas’, ‘Saludo al sol’, ‘El trío de la bici’, ‘Sorpresa’, ‘Niña con muñecas’, ‘Pido la palabra’, ‘Sorgiñak’, ‘De paseo’, ‘Conversando’ o ‘Corredores’»[15]

## Obras
- "Retablo de Santa Felicia" en la Ermita de San Salvador de Obanos.[13]
- "Nevado del Ruiz" (1986) es una talla de madera conservada en el Museo de Navarra donde el autor plasma la tragedia de Armero (1985). «Al mundo se le encoge el estómago, y en el Departamento de Talima, cambia la vida. La noticia da la vuelta al mundo. La imagen se me queda en el alma, encuentro lo que me hace falta: el tronco y de mi erosión personal surge esta talla.»[16]

## Premios y reconocimientos
- 1964. Pamplona. Primer premio de la Asociación de Belenistas.[13]
- 1975. Vitoria. Primer premio de la Bienal Plástica de Pintura y Escultura del Ayuntamiento de Vitoria por su figura titulada Sopor.[13]